# موريس ويلكس
موريس ويلكس (بالإنجليزية: Maurice Wilkes)‏ (ولد 26 يونيو 1913 - توفي 29 نوفمبر 2010)  عالم حاسوب بريطاني، اشتهر بعمله في مجال الحوسبة، فاز بجائزة تورنغ في عام 1967.

## روابط خارجية
- موريس ويلكس على موقع الموسوعة البريطانية (الإنجليزية)